# 切爾沃納克里尼察
47°36′12″N 35°53′23″E / 47.60333°N 35.88972°E
切爾沃納克里尼察（烏克蘭語：Червона Криниця）是位於烏克蘭東南部的村莊，由扎波羅熱州波洛希區的普雷奧布拉任卡市鎮負責管轄。該村始建於1877年，面積0.87平方公里，海拔高度115米，2024年人口25，人口密度每平方公里142.5人。